# Hermann Hosaeus

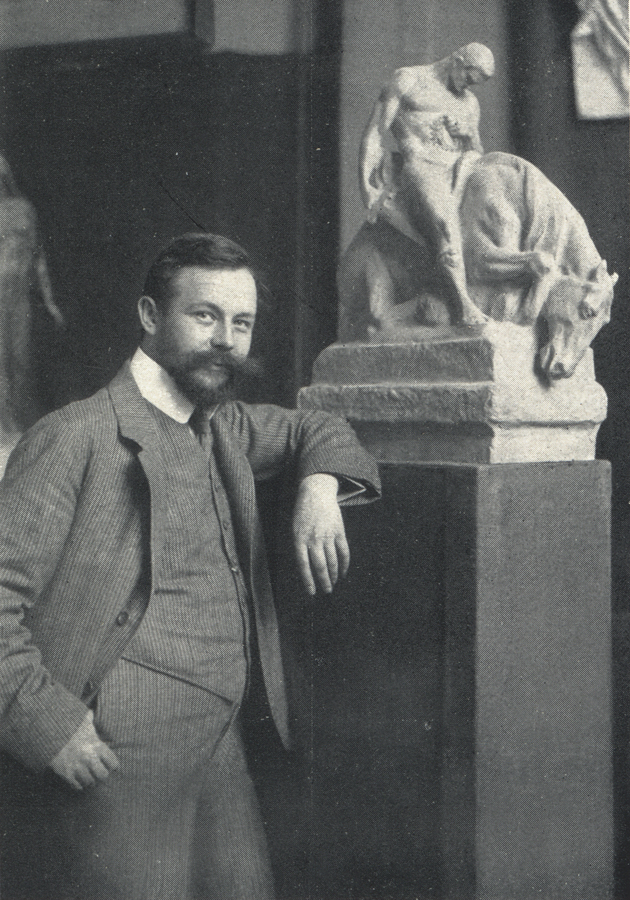
Hermann Hosaeus fotografiert von Marta Wolff (1908)

Hermann Kurt Hosaeus (* 6. Mai 1875 in Eisenach; † 26. April 1958 in Berlin) war ein deutscher Bildhauer, Medailleur und Hochschullehrer.

## Leben

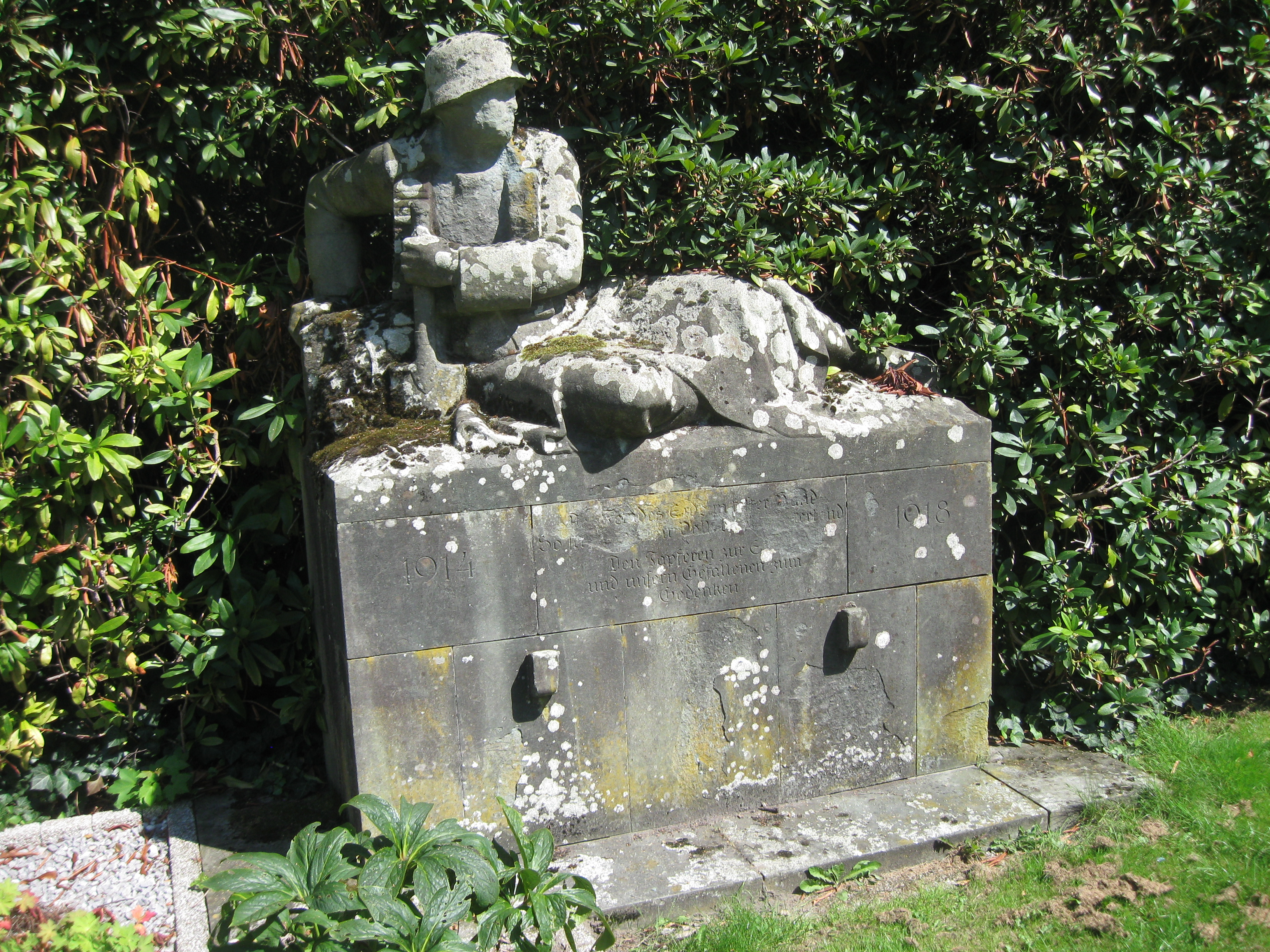
Kriegerdenkmal Liegender Krieger in Wanne-Eickel (1934)

Hosaeus besuchte 1891/1892 die Kunstgewerbeschule Dresden und von 1892 bis 1894 die Kunstgewerbeschule Nürnberg. Sein Schwerpunkt lag dabei im Bereich der Kleinplastik. Von 1894 bis 1896 studierte er an der Kunstakademie München unter Wilhelm von Rümann. 1896 wechselte er an die Berliner Kunstakademie, an der er sich unter Ernst Herter, Gerhard Janensch und Peter Breuer weiterbildete. Von 1898 bis 1900 war er schließlich Meisterschüler von Reinhold Begas.
Auf der Großen Berliner Kunstausstellung 1899 stellte er erstmals einige Werke der Öffentlichkeit vor. Als sein erstes Stück wurde die Kleinplastik Reiter zu Pferde von der Nationalgalerie Berlin für 1.200 Mark angekauft. Hosaeus spezialisierte sich auf Denkmäler, insbesondere Kriegerdenkmäler, wurde aber auch als Gestalter von zahlreichen Medaillen zu einem vielbeschäftigten Künstler. Seine Münzenmedaille In eiserner Zeit 1916, die während des Ersten Weltkrieges als Gegengabe für Metallspende vergeben wurde, befinden sich u. a. im Berliner Museum Europäischer Kulturen.
1908 erhielt Hosaeus auf der Großen Berliner Kunstausstellung eine kleine Goldmedaille. An der Fakultät für Bauwesen (Abteilung Architektur) der Technischen Hochschule Berlin lehrte er seit 1918, zunächst als Dozent und von 1933 bis 1945 als ordentlicher Professor. Bereits zum 1. Januar 1932 war Hosaeus der NSDAP beigetreten (Mitgliedsnummer 894.085).
In der Zeit des Nationalsozialismus war Hosaeus Mitglied der Reichskammer der bildenden Künste. Für diese Zeit ist jedoch lediglich 1936 seine Teilnahme an der Ausstellung Heroische Kunst in München sicher belegt.
Das Adressbuch verzeichnete Hosaeus u. a. 1943 in der Dahlemer Helferichstraße 84–86.
Hosaeus war der Vater der Malerin, Grafikerin und Keramikerin Lizzie Hosaeus (1910–1998). Sein Sohn Klaus heiratete die Malerin Ingeborg Leuthold.

## Nachlass
Sein Nachlass aus biografischen Dokumenten, Korrespondenzen, Manuskripten und Fotografien liegt im Universitätsarchiv der Technischen Universität Berlin. Er wurde vom Archiv erschlossen.

## Werk (Auswahl)

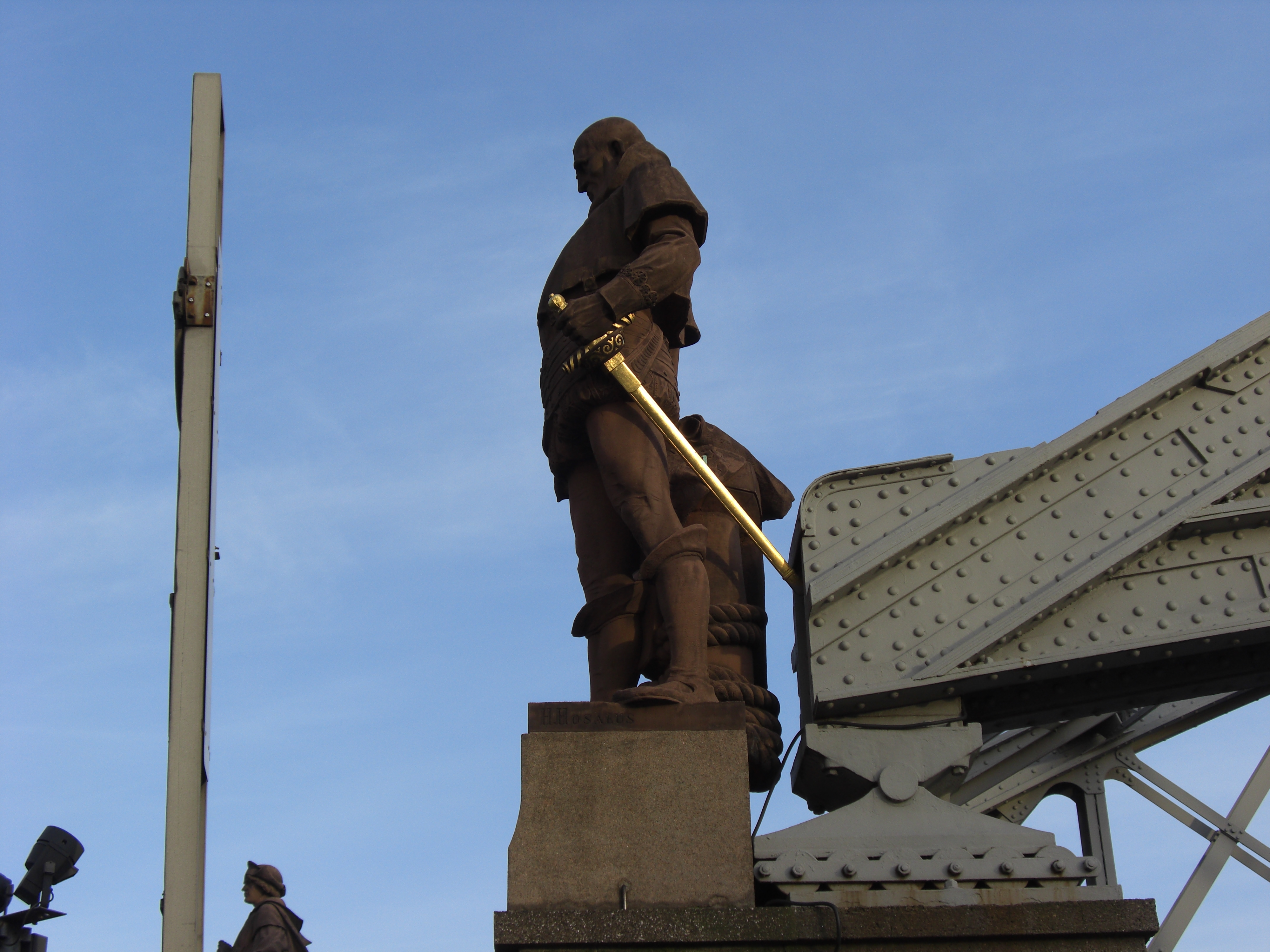
Standbild des Vasco da Gama in Hamburg (1903)

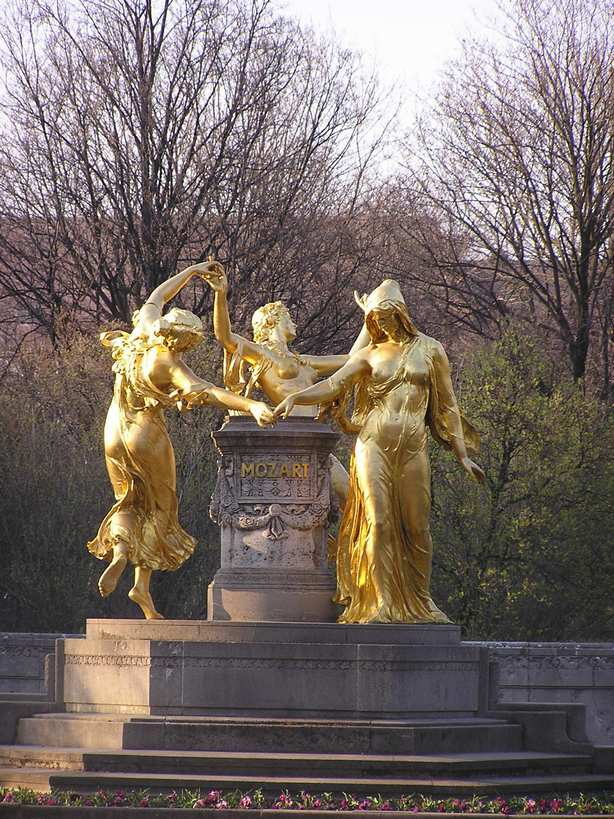
Mozartbrunnen in Dresden (1907)

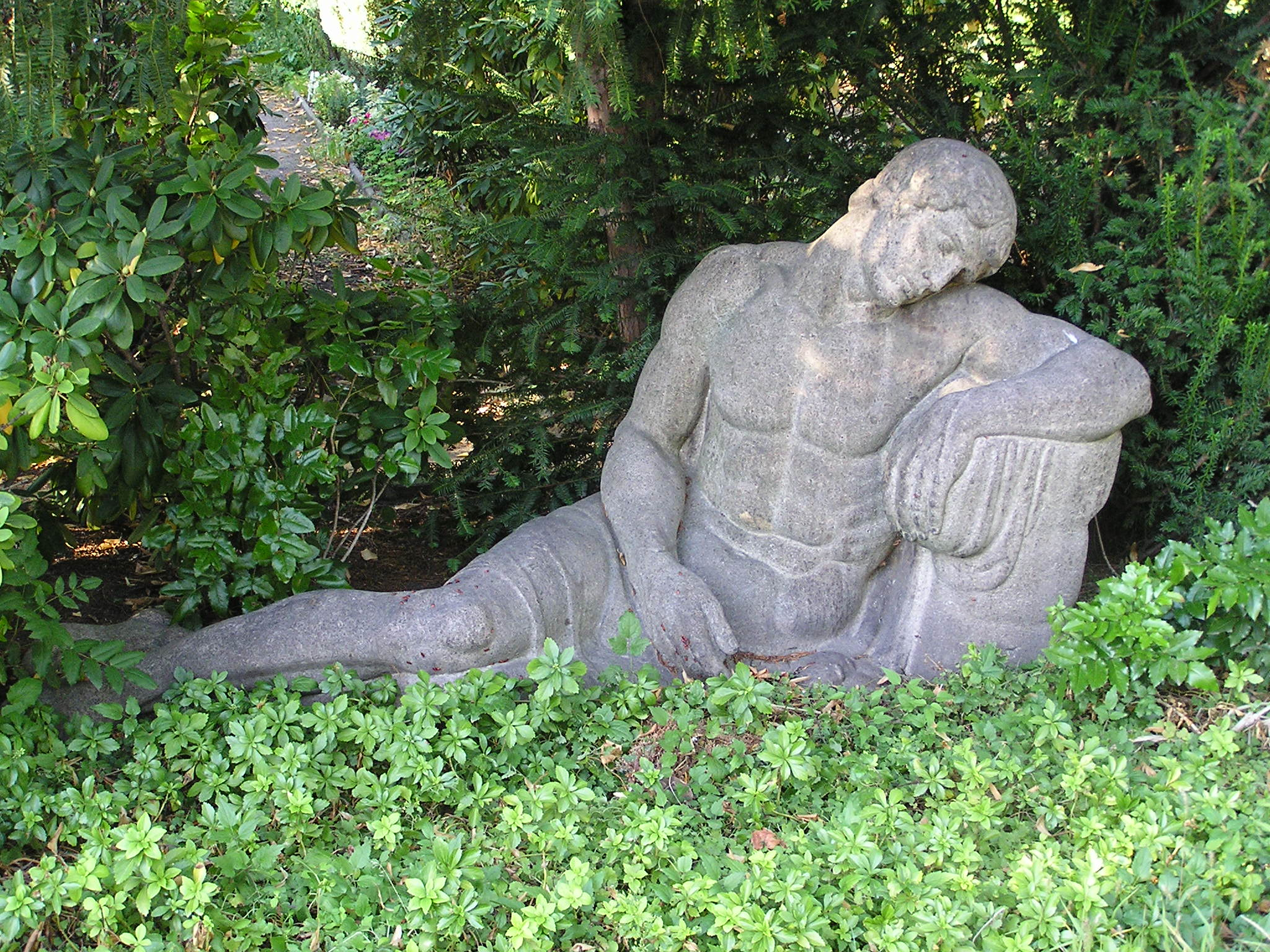
Schläfer auf dem Friedhof Schöneberg I in Berlin (1907)

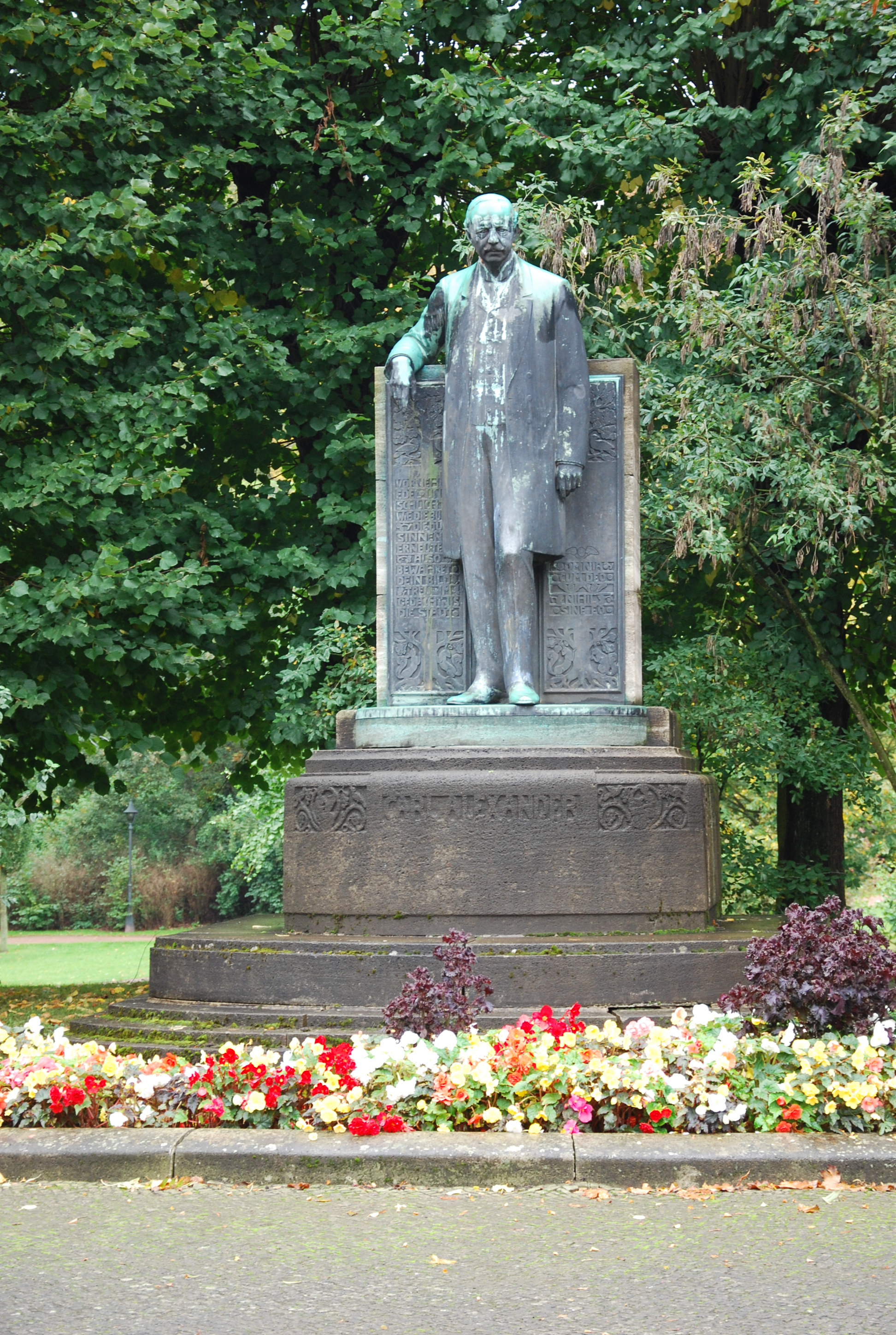
Karl-Alexander-Denkmal in Eisenach (1909)

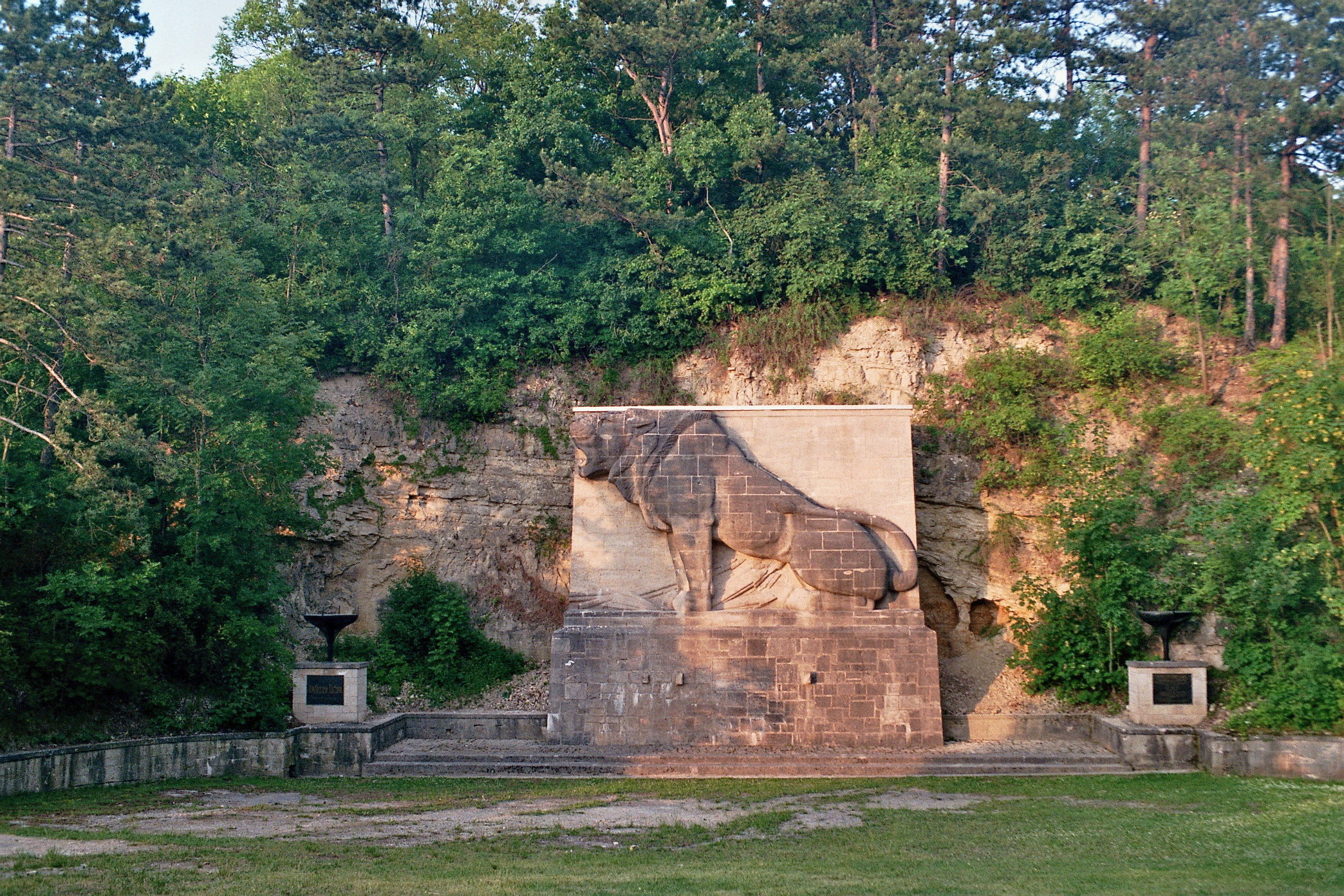
Löwendenkmal vor der Rudelsburg (1926)

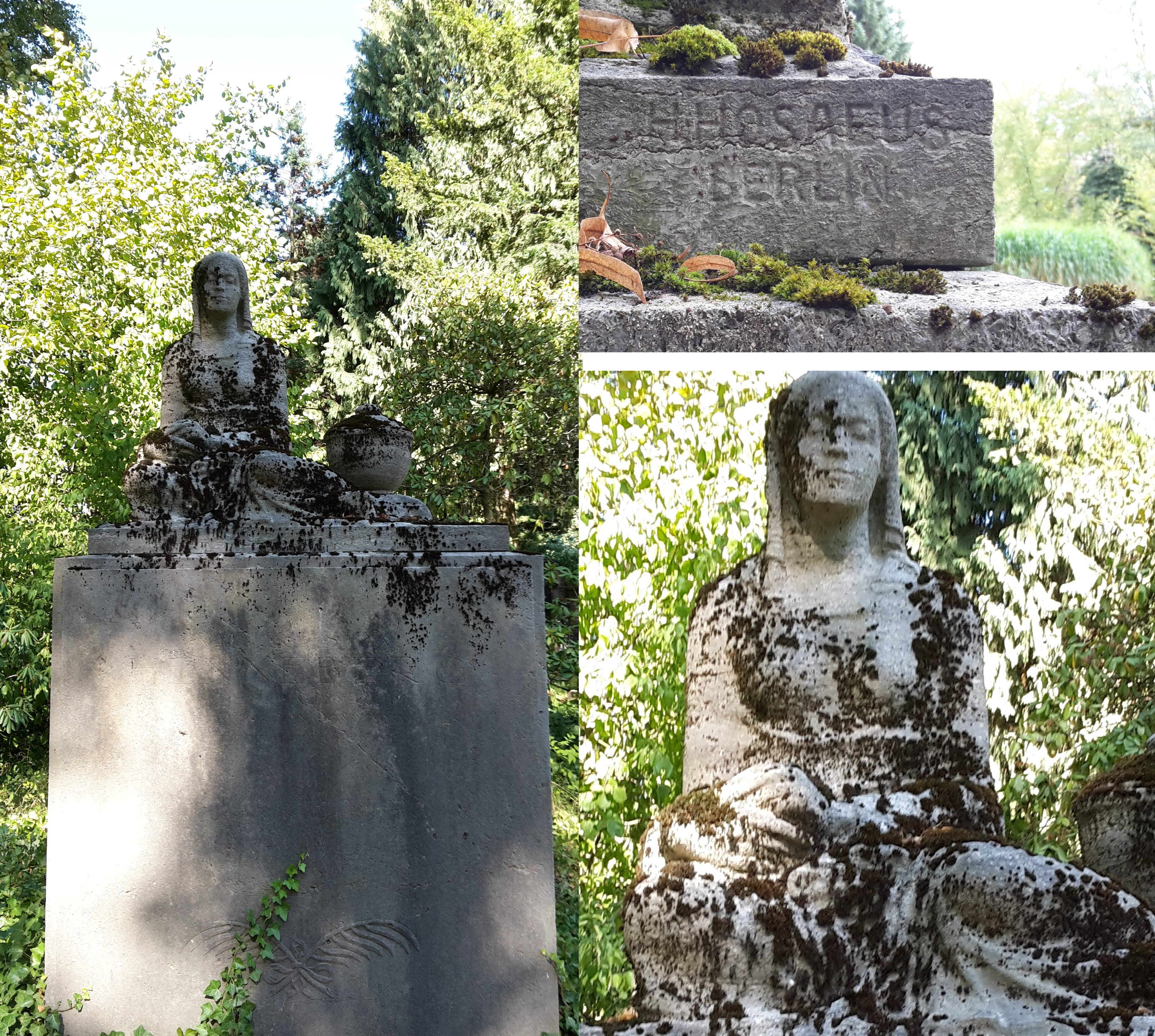
Grabmal Henneberg in Görlitz

- 1899: Reiter zu Pferde, auch Nach dem Kampf (ca. 50 cm hohe Bronze-Plastik)[6]
- 1902: Standbild des Großherzogs Karl August von Sachsen-Weimar im Burschenschaftsdenkmal bei Eisenach
- 1903: Standbild des Vasco da Gama an der Kornhausbrücke über den Zollkanal in Hamburg[7]
- 1904: Mozartbrunnen in Dresden auf der Bürgerwiese (drei allegorische Figuren Anmut, Heiterkeit, Ernst; Entwurf 1903–1904, Aufstellung und Enthüllung im Mozartjahr 1907)
- 1907: Schläfer in Kunststein auf dem Friedhof Schöneberg I in Berlin, erhalten gebliebener Rest eines Grabdenkmals vom abgeräumten Teil des Friedhofs
- 1907: Standbild von Großherzog Karl Alexander in Weimar
- 1908: Burgundische Edelfrau, Porzellanfigur für die Schwarzburger Werkstätten für Porzellankunst in Unterweißbach[8]
- 1909: Standbild von Großherzog Karl Alexander in Eisenach, gegenüber der Wartburgauffahrt
- 1910: Wettbewerbsentwurf für ein Bismarck-Nationaldenkmal auf der Elisenhöhe bei Bingerbrück (gemeinsam mit dem Architekten Wilhelm Brurein; nicht prämiert)[9]
- 1913: Bismarck-Büste für die Halle des Stettiner Bismarckturms
- 1913: Medaille auf das fünfundzwanzigjährige Regierungsjubiläum Kaiser Wilhelms II. 1913, ausgegeben von der Königlichen Akademie der Künste, Berlin
- 1914: Schiffer-Brunnen aus Sandstein in Berlin, Schleswiger Ufer, Promenade, östlich der Hansabrücke
- 1917: Eiserne Büste Bismarcks für den Burger Bismarckturm

Inschrift: Ihm / der aus Volkes Nacht / und Not / gegründet / Reich und Kaisermacht / und / Ihnen / deren Heldentod / sein Riesenwerk / vollbracht
- nach 1918: Bataillons-Kriegerdenkmal des Lehr-Infanterie-Bataillons in Potsdam auf dem Brauhausberg vor der Infanterieschule
- nach 1918: Kriegerdenkmal des 1. Westpreußischen Fußartillerie-Regiments Nr. 11 auf dem Friedhof Columbiadamm in Berlin-Tempelhof
- nach 1918: Kriegerdenkmal in Lebbin (Vorpommern), mit Figur eines sitzenden Infanteristen
- nach 1918: Kriegerdenkmal in Dissen am Teutoburger Wald, hinter der Kirche
- nach 1918: Kriegerdenkmal auf Langeoog, an der Kirche
- nach 1918: Kriegerdenkmal auf Norderney, auf dem Wall der Napoleonsschanze
- nach 1918: Kriegerdenkmal in Osnabrück, am Bucksturm
- nach 1918: Kriegerdenkmal in Soest, auf dem Friedhof
- nach 1918: Kriegerdenkmal in Sorau
- nach 1918: Kriegerdenkmal in Tecklenburg, mit dem Hochrelief eines marschierenden Trommlers
- nach 1918: Kriegerdenkmal vor der Dorfkirche Mieste (Krieger mit zerbrochenem Schwert und trauernde Frau)
- nach 1918: Regiments-Kriegerdenkmal des 2. Magdeburgischen Infanterie-Regiments Nr. 27 „Prinz Louis Ferdinand“ in Halberstadt
- 1919: Grabmal des Verlegers Reimar Hobbing (1874–1919), Muschelkalk-Stele mit Reliefnische (Die Nacht nimmt dem Entschlafenen das Buch aus den Händen) auf dem Luisenstädtischen Friedhof in Berlin (stark verwittert)
- 1919: Eisenguss-Medaille Am Schmuck der Ruhestätten unserer Tapfern half ..., ausgegeben vom Fürsorgewerk für Kriegsgräber, Berlin
- 1920: Grabmal für Karl Gustav Henneberg (1847–1918), Geheimer Kommerzienrat und Seidenfabrikant; Grabmal aus Muschelkalk mit Basisstein und aufrecht sitzender Mädchenfigur mit Urne (als Vollplastik ausgebildet) auf dem Städtischen Friedhof Görlitz; verwitterte Inschrift auf dem Basisstein: Euch, Ihr Götter, gehört der Kaufmann. Güter zu suchen geht er, doch an sein Schiff knüpfet das Gute sich an. (aus: Der Kaufmann von Friedrich Schiller) Das Grabmal heißt Trauernde und wurde am 24. Oktober 1920 enthüllt.
- nach 1920: Kriegerdenkmal des Kyffhäuserbunds in Berlin-Schöneberg, Hauptstraße, an der Treppe zur Dorfkirche Schöneberg

Inschrift: Unseren gefallenen Kameraden 1914–1918 1939–1945 / Kyffhäuserbund Berlin
- 1923: Engelgruppe für die Kapelle auf dem Friedhof Heerstraße in Berlin
- 1923: Kriegerdenkmal auf dem Obernberg in Bad Salzuflen
- 1926: Löwendenkmal, Kriegerdenkmal für den Kösener Senioren-Convents-Verband vor der Rudelsburg bei Bad Kösen (Skulptur eines sterbenden Löwen)
- 1926: Kriegerdenkmal in Berlin-Dahlem, Königin-Luise-Straße, auf dem Dorfanger, aus Kunststein[11]

Inschrift auf der Vorderseite: Deutschlands Freiheit soll beschworen werden / als ein Bund den nur der Eidbruch stört / Seht wir toten recken aus der Erden Gräberkreuze–Opferkreuze / dass Ihr darauf schwört, auf der Rückseite: Seinen gefallenen Kameraden schuf dieses Ehrenmal mit Hilfe von Bürgern Dahlems der Kriegerverein 1926
- 1927: Ehrenmünze für kirchliche Verdienste
- 1927: farbiges Wappen und Brunnen für das Landeshaus (Gmach Urzedu Miejskiego) in Stettin[12]
- 1928–1932: mehrere Arbeiten für Berlin-Siemensstadt:
  - 1928: Genoveva-Brunnen (auch Märchenbrunnen oder Jungfrauen-Brunnen) in Muschelkalk, an der Harriesstraße
  - zehn in die Fassade eingelassene kleine Terrakotta-Köpfe (kluge und törichte Jungfrauen) am ehemaligen Siemens-Klubhaus
  - Plastiken eines spielenden und eines ruhenden Kindes am Eingangstor des Johanna-von-Siemens-Kinderheims I
  - Schlussstein mit der Inschrift „Heimat“ am Quellweg, am Ende der Siedlung Heimat
  - Plastik einer Seerobbe (1941 als „Metallspende des deutschen Volkes“ eingeschmolzen)
- 1928: Gedenktafel für Georg Graf von Arco
- 1929: Kriegerdenkmal in Berlin-Pankow (eingeweiht im Oktober 1929)
- 1929: Bataillons-Kriegerdenkmal des Garde-Pionier-Bataillons in Berlin, an der Sakrístei der Kirche am Südstern (erhalten, durch Vandalismus beschädigt)[11]
- 1929: Kriegerdenkmal in Oranienburg auf dem Schlossplatz (1950 abgetragen, 1996 wieder aufgestellt)[11]

Das Denkmal wurde vom Oranienburger Kriegerverein zu Ehren der Gefallenen der Befreiungskriege und des Ersten Weltkriegs gestiftet. Es handelt sich um vier Sandsteinstelen, die kreisförmig um eine 1818 gepflanzte Eiche herum angeordnet sind. Sie symbolisieren die Kriegsjahre und stellen auf ihren Reliefs einen Landsturmmann, einen Kriegsfreiwilligen, eine Mutter mit Kind und eine Braut dar.
- 1932: Kriegerdenkmal gefallenen Söhne der Stadt Harburg (Skulptur eines am Kopf verletzten Soldaten)[13]
- nach 1934: Puttengruppe am Grabmal von Max Haller auf dem Südwestkirchhof Stahnsdorf bei Berlin, Block Epiphanien
- 1935: Kriegerdenkmal des 3. Thüringischen Infanterieregiments Nr. 71 in Erfurt, am Fuß des Petersbergs (eingeweiht am 20. Oktober 1935, 1945 als kriegsverherrlichend eingeschmolzen)
- 1936: Grabmal für Friedrich Lienhard in Eisenach
- 1939: Hindenburg-Standbild auf dem Kyffhäuser bei Frankenhausen

Die fünf Meter große Skulptur wurde 1945 von der Roten Armee vergraben, sie tauchte vor einigen Jahren wieder auf und sorgte für eine Lokalposse.